# サード・プレイス
サード・プレイス(Third place)とは、コミュニティにおいて、自宅や職場とは隔離された、心地のよい第3の居場所を指す。サード・プレイスの例としては、カフェ、クラブ、公園などである。アメリカの社会学者、レイ・オルデンバーグはその著書『ザ・グレート・グッド・プレイス』（The Great Good Place）で、市民社会、民主主義、市民参加、ある場所への特別な思いを確立するのに重要だと論じている。
ロバート・パットナム は、『Bowling Alone: America's Declining Social Capital 』(1995, 2000)で、サード・プレイスに関して論じている。

## 概要

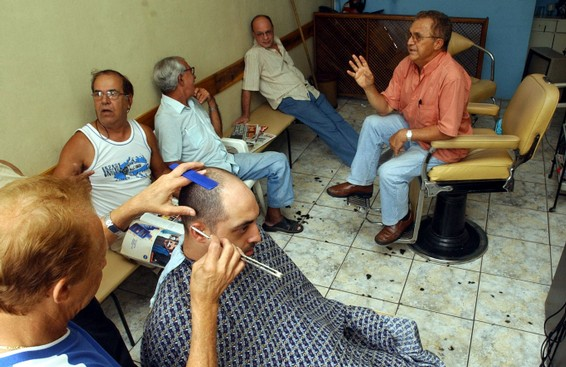
ブラジルの床屋。床屋はサード・プレイスの例である。多くの社会で男性にとって職場でも自宅でもない集いの場所である

アメリカの社会学者レイ・オルデンバーグは、その著書『ザ・グレート・グッド・プレイス』（The Great Good Place）で、サード・プレイスが、現代社会において重要であること、その場所に対する特別な思いなどを論じている。オルデンバーグによれば、“ファースト・プレイス”はその人が自宅で生活を営む場所、“セカンド・プレイス”は職場、おそらくその人が最も長く時間を過ごす場所、そして、“サード・プレイス”はコミュニティライフの“アンカー”ともなるべきところで、より創造的な交流が生まれる場所であるという。あらゆる社会は既に非公式の出会いの場所を備えていて、意図的に、現在の社会的ニーズに重要なそれらを追求している。以下のような場所が真のサード・プレイスの特徴を備えているという。
- 無料あるいは安い
- 食事や飲料が提供されている
- アクセスがしやすい、歩いていけるような場所
- 習慣的に集まってくる
- フレンドリーで心地よい
- 古い友人も新しい友人も見つかるようなところ

## サード・プレイスの特徴
オルデンバーグが定義する“サード・プレイス”の8つの特徴
中立領域
サード・プレイスは特定の個人や団体、政治組織や宗教組織に属していない場でなければならない。また、その構成者は義務感からそこにいるのではない。彼らは、経済的、政治的、法的に縛られることなく、喜んでやってくる。
平等主義
サード・プレイスは、個人の社会における地位に重きをおかない。経済的・社会的地位は意味がなく、ありふれていることが許容される。サード・プレイスでは参加するために、何も必要条件や要求がない。
会話が主たる活動
遊び心や楽しい会話がサード・プレイスの活動のメインフォーカスである。会話のトーンは気軽で、ユーモア、ウィットがあり、優しい遊び心は高く評価される。
アクセスしやすさと設備
サード・プレイスはオープンで、みなが訪れやすい環境。柔軟で親切で、集まる人のニーズにこたえるところ。
常連・会員
サード・プレイスは、常連がいて、空間やトーンを形成する。その場所らしさを彼らがつくる。新たな訪問者を惹きつけて、新参者にも優しいところ。
控えめな態度・姿勢
サード・プレイスは健全である。その中には無駄遣いや派手さはなく、家庭的な感じ。偉ぶったり、排他的であってはいけない。いかなる個人、あらゆる階層の人を受け入れる。
機嫌がよくなる
サード・プレイスでの会話のトーンは、けっして緊張や憎悪を生んではいけない。その代わり、陽気でウイットに富んだ会話、気さくな冗談は歓迎される。
第2の家
サード・プレイスにいる人たちは、しばしば温かい感情を共有する。あたかも同じ家に暮らす者同士のように。この場所に根ざしている感情を持ち、精神的に生まれ変わることを得る。